# Проспект Володимира Івасюка
Проспе́кт Володи́мира Івасюка́ — проспект в Оболонському районі міста Києва, житловий масив Оболонь. Пролягає від шляхопроводу на проспекті Степана Бандери (як продовження Набережно-Рибальської дороги) до Північної вулиці.
Прилучаються озеро Опечень, вулиці Приозерна, Олександра Архипенка, Героїв полку «Азов», Левка Лук'яненка, Прирічна (двічі) і Героїв Дніпра.

## Історія
Проспект було запроєктовано наприкінці 60-х років XX століття під назвою Набережна (№ 2), з 1970 року — Набережна Славутича, оскільки в початковій частині він проходить поблизу берега Дніпра. У 1982 році він отримав назву проспект Героїв Сталінграда, на честь героїв Сталінградської битви. 
Сучасна назва на честь українського композитора, Героя України Володимира Івасюка — з 2022 року.

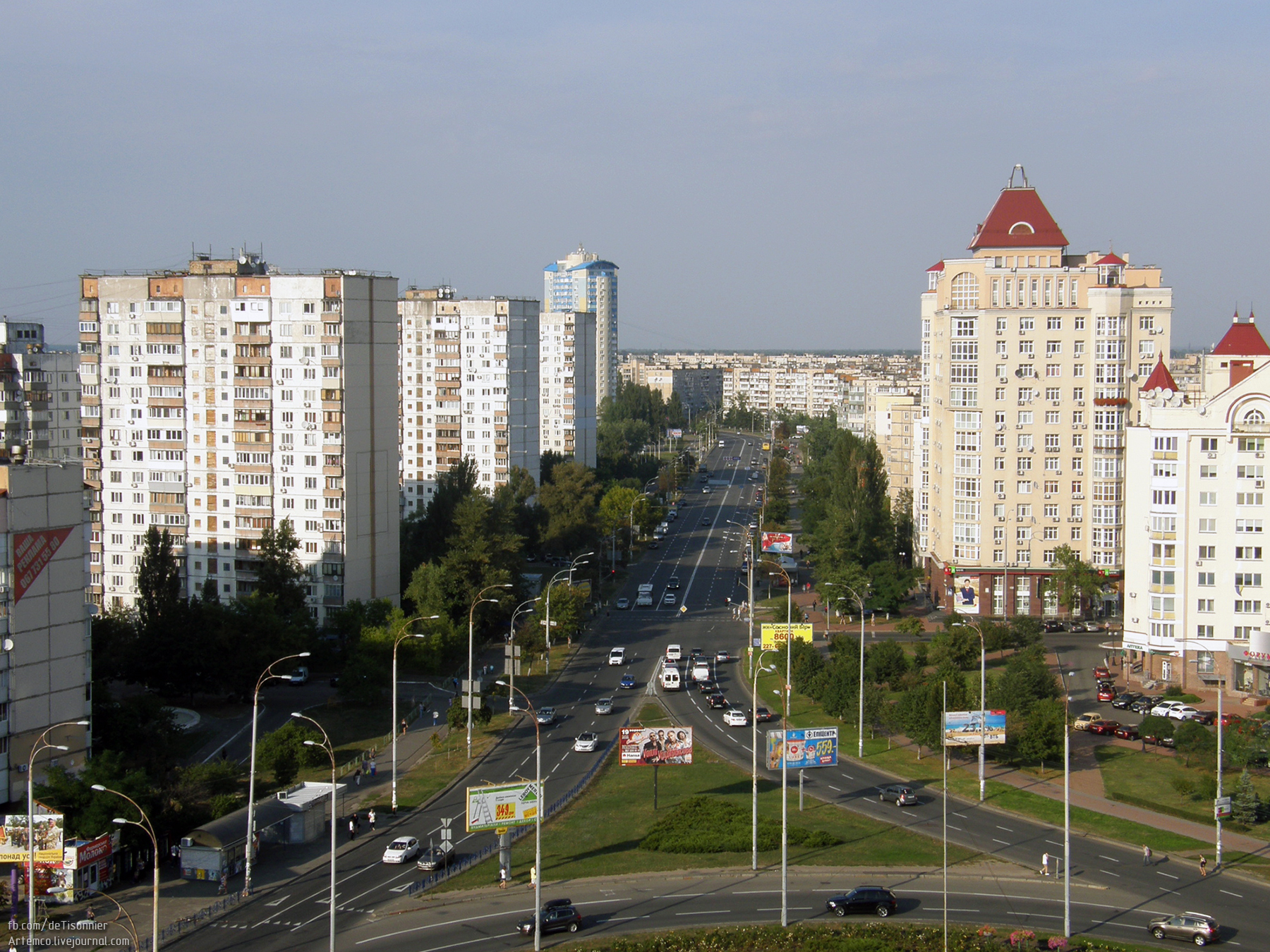
Проспект на північ від площі Михайла Загороднього

## Хмарочоси

### №№ 12-Ж і 12-Е

№ 12-Е

Два 27-поверхові житлові хмарочоси, будівництво якого тривало з 2001 по 2004 роки.
- Конструкція будівлі: монолітно-каркасна, з навісними вентильованими фасадами.
- Комплекс має у своєму складі два офісні центри (2×1161 м²) і дитячий садок (1200 м²).
- Кожна вежа налічує 2 пасажирських, 1 вантажний і 1 пожежний ліфти.[4]

### будинки в ЖК «Оаза»

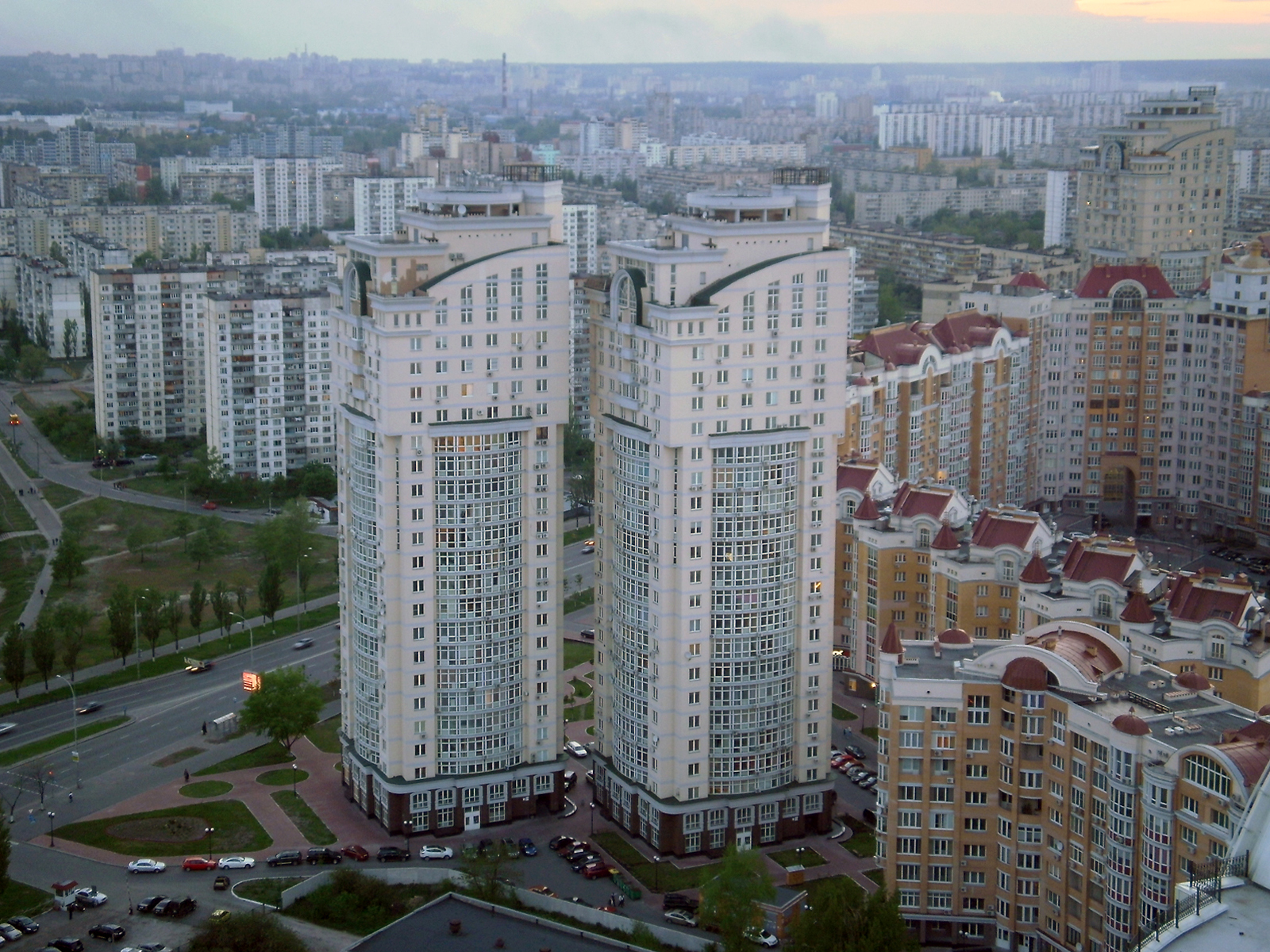
№ 2г

На проспекті розташовані чотири 25-поверхові будинки за проєктом творчої архітектурної майстері «Вісак», побудовані в 2007–2008 рр., що утворюють собою висотні домінанти проспекту вдовж мікрорайону 3А.

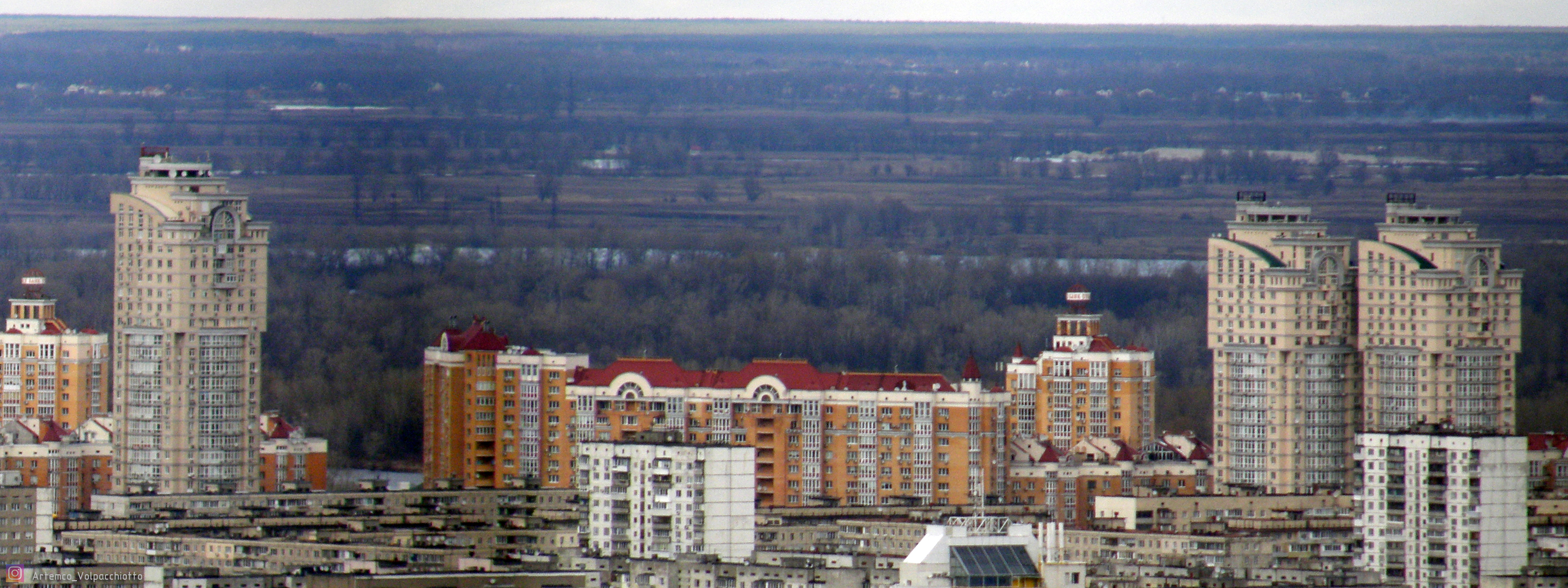
№№ 8а і 6а
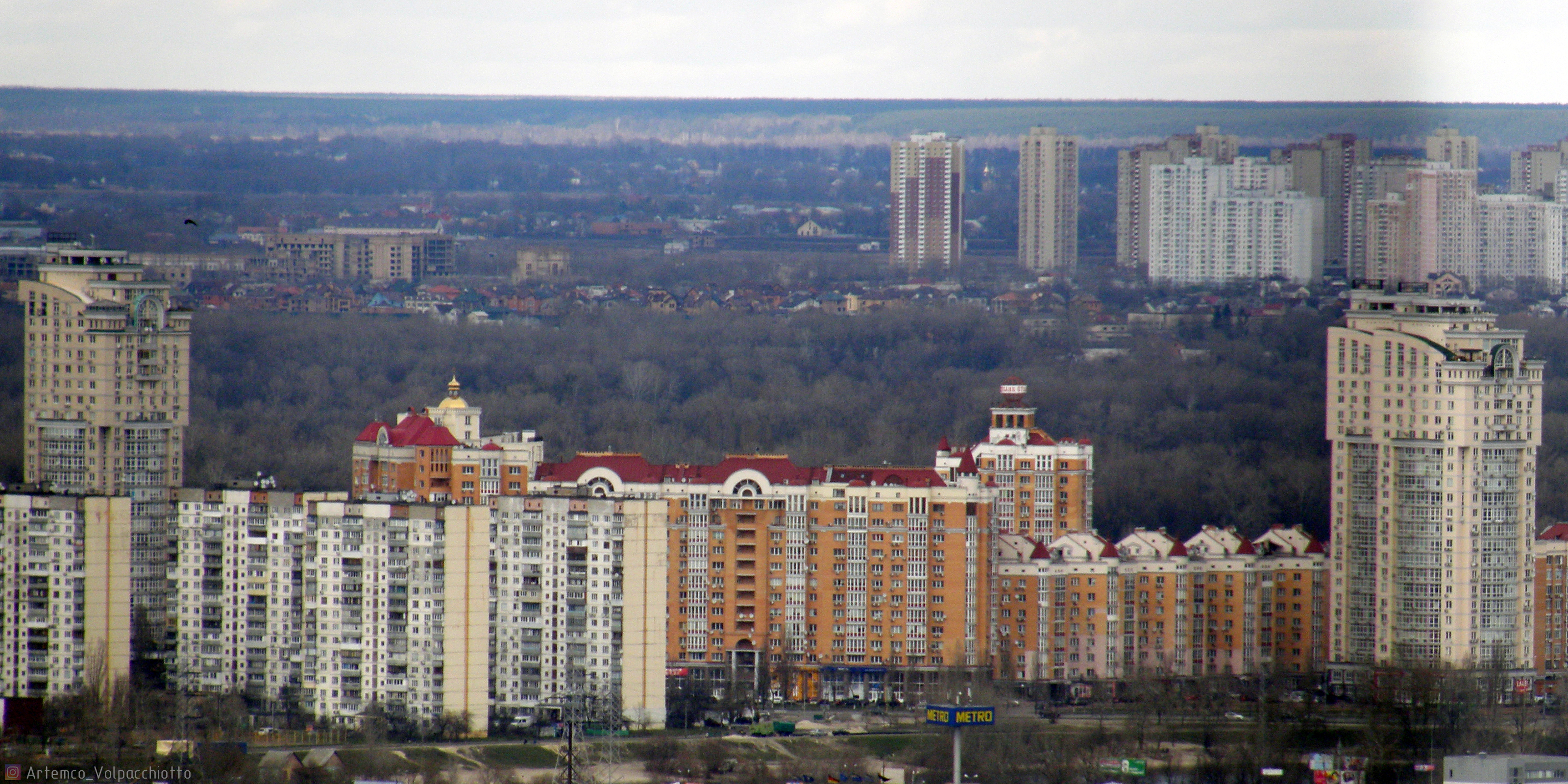
№№ 4а і 2г